# 田村健治
田村 健治（たむら けんじ、1930年5月29日 - 2014年12月15日）は、日本の実業家。久米桜酒造会長を務めた。
父は元久米桜酒造会長の田村純一。

## 経歴
鳥取県米子市糀町出身。
- 1955年（昭和30年）東京大学法学部卒業[2]。同年協和醗酵工業勤務[2]。
- 1966年（昭和41年） - 久米桜酒造勤務[2]。
- 1978年（昭和53年） - 同社社長に就任[2]。
- 1979年（昭和54年） - 米子商工会議所常議員[2]。
- 1981年（昭和56年）- 米子酒造組合理事[2]。
- 1983年（昭和58年）- 鳥取県経済同友会代表幹事[2]。
- 1986年（昭和61年）- 米子商工会議所副会頭[2]。
- 2014年（平成26年）12月15日 - 心筋梗塞のため、鳥取大学医学部附属病院で死去、84歳没[1]。

## 家族・親族

### 田村家
（鳥取県米子市糀町）
六代目にあたる田村健治によれば、「創業は古いんですが、酒銘を米子城の別名”久米城“にちなんで久米桜にしたのは戦後の事業再開の時。そのまま社名にもなりました。ずっと糀町で酒造りをしていましたが、交通量の激増による環境悪化があまりにも酷く、本社を残し酒蔵を大山の麓に昭和60年に移したんです」という。
- 父・純一[4]（実業家）

明治40年（1907年）9月生～
- 母・淑子（米子市尾高町、神庭常吉の長女[5]、神庭達郎の姉[4]）

明治43年（1910年）1月生～
母の弟神庭達郎について『新日本人物大観』（鳥取県版）によると「神庭達郎（神庭商店主、化粧品・石鹸・文房具卸業）- 大正一一・四・二〇生。昭和一七年山口高商卒。昭和二〇年復員、元陸軍主計中尉、家業に従事今日に至る」。
- 妹[4]
- 妻[2]（田中啓介の妹[4]）
- 長女[2]
- 二女[2]
- 長男・源太郎[2]（久米桜酒造有限会社・久米桜麦酒株式会社代表取締役社長）
- 三女[2]